# 塩谷瑠南
塩谷 瑠南（しおや るな、1999年9月16日 - ）は、群馬県出身の女子サッカー選手。岡山湯郷Belle所属。ポジションはフォワード。

## 来歴
2024年12月20日、岡山湯郷Belleへの移籍が発表された。

## 所属クラブ
- 2022年 - 2024年 バニーズ群馬FCホワイトスター
- 2024年 - 岡山湯郷Belle